# マシュウ・ガーバー
マシュウ・ガーバー（Matthew Garber、本名：Matthew Adam Garber 、1956年3月25日 - 1977年6月13日）は、イギリス・ロンドン出身の俳優。マシュウ・ガーヴァーとも表記されることも多い。

## 来歴
子役として活躍し、1964年8歳のときに映画『メリー・ポピンズ』のジョージ・バンクスの息子、マイケル・バンクス役として出演。選ばれた理由はジョージ・バンクス役のデヴィッド・トムリンソンに顔や雰囲気が似ているからと言われる。
『メリー・ポピンズ』の小説から抜け出してきたような生意気で可愛いマイケルを演じた。
その後は1967年に1本の映画に出演したのを最後に芸能活動を引退。
1977年6月13日、膵炎による昏睡ののち死去。21歳だった。
2004年ディズニー伝説的な人物として「ディズニー・レジェンド」を受賞し、その名を刻まれた。

## 豆知識
2005年に発売された『メリー・ポピンズ』のスペシャルエディションDVDでは、ジュリー・アンドリュースやディック・ヴァン・ダイク、カレン・ドートリスによるマシューの思い出がインタビューされている。

## 主な出演映画
- トマシーナの三つの生命 （1963）(Jordy 役)
- メリー・ポピンズ Mary Poppins（1964）(Mマイケル・バンクス役)
- 小びとの森の物語 The Gnome-Mobile（1967）(ロドニー役)